# اختبار تحمل الإنسولين
اختبار تَحَمُّل الإنسولين (ITT) هو إجراء تشخيصي طبي يتم خلاله حقن الإنسولين في وريد المريض، وبعد ذلك يتم قياس نسبة الجلوكوز في الدم على فترات منتظمة. يتم تنفيذ هذا الإجراء لتقييم وظيفة الغدة النخامية ووظيفة الغدة الكظرية وحساسية الإنسولين، وأحياناً لأغراض أخرى. عادة ما يتم طلب اختبار تحمل الإنسولين وتفسيره من قبل أطباء الغدد الصماء.
عند استخدامه لتقييم حساسية الإنسولين، يتم إعطاء جرعة قياسية من الإنسولين، ويتم مراقبة نسبة الجلوكوز في الدم بأخذ عينات متكررة؛ يشير معدل اختفاء الجلوكوز في البلازما إلى درجة حساسية الجسم للإنسولين، ويرتبط جيداََ بتقنية مشبك الجلوكوز القياسي الذهبي.
عند استخدامه لتقييم سلامة المحور الوطائي - النخامي - الكظري (HPA)، يستمر حقن الإنسولين إلى درجة إحداث نقص حاد في سكر الدم أقل من 2.2 ملي مول/ لتر (40 ملي جم/ ديسيلتر). يجب أن يكون لدى المريض قلة خلايا عصبية مصحوبة بأعراض لإطلاق سلسلة تنظيمية مضادة. مستويات الجلوكوز أقل من 2.2 ملي مول/ لتر أعراض غائبة غير كافية. يجب أن يسجل الدماغ مستويات منخفضة من الجلوكوز. استجابة لذلك، يتم إطلاق الهرمون الموجه لقشر الكظرية (ACTH) وهرمون النمو (GH) كجزء من آلية الإجهاد. يتسبب ارتفاع ACTH في إفراز قشرة الغدة الكظرية للكورتيزول عادة، يعمل كل من الكورتيزول وGH كهرمونات تنظيمية معاكسة لعمل الإنسولين، أي يعمل ضد نقص السكر في الدم.
يعتبراختبار تَحَمُّل الإنسولين إلى حد نقص السكر في الدم الشديد المعيار الذهبي لتقييم سلامة المحور الوطائي - النخامي - الكظري. في بعض الأحيان يتم إجراء اختبار تَحَمُّل الإنسولين لتقييم ذروة قدرة الغدة الكظرية، على سبيل المثال قبل الجراحة. من المفترض أن القدرة على الاستجابة لنقص السكر في الدم الناجم عن الإنسولين تترجم إلى ارتفاع مناسب في الكورتيزول في الحدث المجهد للمرض الحاد أو الجراحة الكبرى. تحفز علاجي المنشأ ما يعادل غيبوبة السكري. يجب على أخصائي الصحة حضورها في جميع الأوقات. تشمل اختبارات الاستفزاز الأخرى التي تسبب إفرازاً أقل بكثير لهرمون النمو استخدام الجلوكاجون والأرجنين والكلونيدين.

## تأثيرات جانبية
تشمل الآثار الجانبية التعرق وخفقان القلب وفقدان الوعي ونادراً التشنجات بسبب نقص السكر في الدم الشديد الذي قد يسبب غيبوبة. في حالة وجود أعراض شديدة، يجب إعطاء الجلوكوز عن طريق الوريد. قد تحدث نوبة أديسون في الموضوعات التي لا تحتوي على احتياطي الغدة الكظرية. لتحفيز الكورتيزول، فإن اختبار تحفيز الهرمون الموجه لقشرالكظر لديه مخاطر أقل بكثير.

## موانع الاستعمال
موانع استخدام اختبار تحمل الأنسولين هي:
- لا ينبغي إجراء هذا الاختبار على الأطفال خارج وحدة الغدد الصماء المتخصصة للأطفال.
- مرض القلب التاجي.
- صرع.
- قصور الغدة النخامية الشديد، قصور الكظر.
- يُضعِف قصور الغدة الدرقية من استجابة هرمون النمو والكورتيزول. يجب أن يبدأ المرضى ببدائل الكورتيكوستيرويد قبل تناول هرمون الغدة الدرقية حيث تم الإبلاغ عن أن الأخير يتسبب في حدوث نوبة أديسون مع نقص مزدوج. إذا تم تأكيد قصور الغدة الكظرية، فقد تحتاج إلى إعادة النظر في الحاجة إلى اختبار تَحَمُّل الإنسولين بعد 3 أشهر من العلاج بهرمون الغدة الدرقية.

## تفسير
لا يمكن تفسير الاختبار ما لم يتحقق نقص سكر الدم (<2.2 ملي مول / لتر) أو (<40 ملي جم / ديسيلتر).

### قصور النخامية
تُعرَّف استجابة الكورتيزول الملائمة بأنها تزيد عن 550 نانومول/ لتر. المرضى الذين يعانون من ضعف استجابات الكورتيزول (أقل من 550 ولكن أكبر من 400 نانومول/ لتر) قد يحتاجون فقط إلى غطاء الستيرويد للأمراض أو الضغوط الرئيسية. تحدث استجابة هرمون النمو المناسبة باستجابة مطلقة تتجاوز 20 ملي وحدة/ لتر.

### متلازمة كوشينغ
سيكون هناك ارتفاع أقل من 170 نانومول/ لتر فوق تقلبات المستويات القاعدية للكورتيزول.